# Randy Feenstra
Randall Lee Feenstra (Hull, el 14 de enero de 1969) es un político y empresario estadounidense que se desempeña como representante de los Estados Unidos por el 4.º distrito congresional de Iowa. El distrito cubre la frontera occidental del estado, incluyendo Sioux City y Council Bluffs, pero se extiende hacia el este hasta el condado de Story, el condado de Franklin y el condado de Marshall, incluyendo Ames.
Miembro del Partido Republicano, Feenstra se desempeñó como senador estatal de Iowa por el 2.º distrito desde 2009 hasta 2021. Fue tesorero del condado de Sioux de 2006 a 2008.
Feenstra derrotó al titular Steve King en las primarias republicanas para la nominación del 4.º distrito congresional de Iowa en 2020. En las elecciones generales, venció al candidato demócrata J.D. Scholten por casi 25 puntos y asumió el cargo en el Congreso el 3 de enero de 2021.

## Primeros años y educación
Randy Feenstra nació el 14 de enero de 1969, hijo de Lee y Eleanor Feenstra. Es de ascendencia holandesa. Feenstra se graduó de Western Christian High School, donde jugó baloncesto. Obtuvo una licenciatura en comunicaciones empresariales de la Universidad de Dordt, entonces llamada Dordt College, y su Maestría en Administración Pública (MPA) de la Universidad Estatal de Iowa.

## Posiciones políticas

### Irak
En junio de 2021, Feenstra fue uno de los 49 republicanos de la Cámara de Representantes que votaron a favor de derogar la Resolución de Autorización para el Uso de la Fuerza Militar contra Irak de 2002.

### Israel
Feenstra votó a favor de proporcionar apoyo a Israel tras el ataque de Hamás en 2023.